# Yāstī Bolāgh
Yāstī Bolāgh (persiska: ياستی بلاغ) är en ort i Iran.   Den ligger i provinsen Qazvin, i den nordvästra delen av landet, 190 km väster om huvudstaden Teheran. Yāstī Bolāgh ligger 1 755 meter över havet och antalet invånare är 223.
Terrängen runt Yāstī Bolāgh är kuperad, och sluttar norrut. Runt Yāstī Bolāgh är det ganska tätbefolkat, med 108 invånare per kvadratkilometer. Närmaste större samhälle är Ābgarm, 8,0 km norr om Yāstī Bolāgh. Trakten runt Yāstī Bolāgh består i huvudsak av gräsmarker.